# Резолюция Совета Безопасности ООН 763
Резолюция Совета Безопасности ООН 763 — документ, принятый без голосования 6 июля 1992 года, после рассмотрения заявления Грузии, о приеме в состав ООН.

## Предпосылки
31 марта 1991 года, в Грузии состоялся референдум по вопросу восстановления государственной независимости Грузии на основании Акта о независимости от 26 мая 1918 года, что фактически являлось решением о выходе из СССР. 9 апреля 1991 года Верховный совет принял акт о восстановлении независимости Грузии, в котором было заявлено о юридической силе Конституции Грузинской Демократической Республики 1921 года. 26 мая 1991 года были проведены первые президентские выборы, на которых одержал победу лидер национального движения Звиад Гамсахурдиа. Грузия обратилась к ООН с заявлением о приеме Республики Грузия в состав Организации Объединённых Наций.

## Содержание
Совет Безопасности, рассмотрев заявление Республики Грузии о приеме в члены Организации Объединённых Наций, рекомендует Генеральной Ассамблее, принять Республику Грузию в члены Организации Объединённых Наций.

## Заявление
После принятия Резолюции, Председатель Совета Безопасности сделал заявление, в котором поздравил Грузию с этим радостным решением. Также отмечено, что члены Совета с большим удовлетворением отмечают обязательство Республики Грузия соблюдать цели и принципы Устава ООН.